# Allosphaerium
Allosphaeriidae
Famille
Genre
Allosphaerium, unique représentant de la famille des Allosphaeriidae, est un genre de Ciliés de la classe des Cyrtophoria et de l’ordre des Cyrtophorida.

## Étymologie
Le nom Allosphaerium est dérivé du grec ancien ἄλλος / állos, « autre », « différent », et σφαιρ / sphair, « sphère, boule, globe ».

## Habitat et répartition
Allosphaerium a été récolté en milieu marin, à Roscoff, en tant qu'épibionte à la surface de certains crustacés en l'occurrence de l'amphipode marin et semi-terrestre Orchestia.

## Liste des espèces
Selon GBIF (14 octobre 2023) :
- Allosphaerium caudatum
- Allosphaerium convexum Kidder & Summers, 1935
- Allosphaerium granulosum
- Allosphaerium isseli
- Allosphaerium palustris
- Allosphaerium paraconvexa
- Allosphaerium sulcatum

## Systématique
Le genre a été décrit en 1935 par les zoologistes américains George Wallace Kidder (d) & Francis M. Summers (d).
Denis Lynn considère les Allosphaeriidae comme nom synonyme des Hartmannulidae Poche, 1913 (genre type Hartmannula), famille dans laquelle il inclut notamment le genre Allosphaerium.

## Publication originale
- (en) George W. Kidder et Francis M. Summers, « Taxonomic and cytological studies on the ciliates associated with the amphipod family Orchestiidae from the Woods Hole district », The Biological Bulletin, Woods Hole, Laboratoire de biologie marine et University of Chicago Press, vol. 68, no 1,‎ février 1935, p. 52 (ISSN 0006-3185 et 1939-8697, OCLC 1536426, DOI 10.2307/1537283, JSTOR 1537283, lire en ligne ).